# Лосєв Вадим Вікторович
Вади́м Ві́кторович Ло́сєв — майор Національної гвардії України, учасник російсько-української війни, що відзначився під час російського вторгнення в Україну в 2022 році.

## З життєпису
З початку війни в 2014 році - доброволець в батальйоні «Золоті ворота». З жовтня 2015 - у національній гвардії, ОЗСП «Азов».
Під час російського вторгнення в Україну у 2022 році у складі ОЗСП «Азов» брав участь в обороні Маріуполя. Звільнений з полону разом з іншими оборонцями Маріуполя у ніч проти 22 вересня 2022 року у рамках обміну військовополоненими.

## Нагороди
- Відзнака «За оборону Маріуполя» (2017)
- Відзнака Президента України «За участь в антитерористичній операції» (2019).
- Відзнака «Козацький хрест» ІІІ ступеня (2019).
- Медаль «За військову службу Україні» (2020).
- Орден «За мужність» III ступеня (2022).
- Відзнака «Вогнепальна зброя» (2023).